# Marble Blast
 (août 2024).
Si vous disposez d'ouvrages ou d'articles de référence ou si vous connaissez des sites web de qualité traitant du thème abordé ici, merci de compléter l'article en donnant les références utiles à sa vérifiabilité et en les liant à la section « Notes et références ».
Marble Blast est un jeu vidéo de puzzle en 3D mettant en scène une bille, disponible sur PC et Macintosh (Windows, OS X et Linux). Il est devenu populaire quand il arrivait préinstallé sur de nombreux ordinateurs Apple et en particulier le Mac mini, l'iMac G5 et l'iBook G4.
Il existe aussi une version mise à jour, Marble Blast Gold, avec 28 nouveaux niveaux et l'introduction de "gold times", des temps record, que les joueurs tenteront de battre. Une suite améliorée graphiquement, Marble Blast Ultra, est sortie sur Xbox 360 le 25 janvier 2006, via le service Xbox Live Arcade. Ce nouveau jeu propose quelques nouveaux niveaux (la plupart des niveaux étant plus ou moins dérivés de Marble Blast Gold), des graphismes améliorés, et un mode multijoueur. Une démo est disponible gratuitement, et la version complète est disponible pour 800 Microsoft Points.

## Système de jeu
Le gameplay de base consiste à faire rouler une bille à travers une course d'obstacles en 3D du début jusqu'à la fin, en évitant les nombreux dangers disséminés. Les obstacles sont normalement faits pour faire tomber la bille en dehors du plateau de jeu, faisant ainsi perdre le joueur et le forçant à redémarrer le niveau. Certains niveaux consistent aussi à récupérer des diamants, qui doivent être attrapés pour pouvoir finir le niveau. Certains niveau peuvent aussi avoir une limite de temps à battre. Des bonus sont disponibles dans certains niveaux pour aider le joueur. Les niveaux sont finis quand le joueur atteint la zone bleue de fin. Il y a 100 niveaux, qui sont divisés en trois différents niveaux de difficulté. Il faut finir les niveaux dans l'ordre et le joueur doit finir un niveau pour pouvoir jouer au suivant. On peut aussi télécharger des niveaux personnalisés. En ce qui concerne le décor autour de ce plateau de jeu, il est de mauvaise qualité graphique mais permet quand même d'avoir des petits vertiges lorsqu'on le regarde.

### Les niveaux
Il existe une centaine de niveaux qui vont du plus facile au plus difficile. Ils sont répartis en trois groupes :
- Beginer, pour débuter dans le jeu en commençant à maîtriser les interactions avec les différents éléments du jeu (diamants, tornades...) dans les différents terrains récurrents dans le jeu est composé de 24 niveaux.
- Intermediate, pour les connaisseurs du jeu, composé de 24 niveaux.
- Advanced, pour les perfectionnés, composé de 52 niveaux.

### Le temps
Le jeu est chronométré et le but est d'aller le plus vite possible. Si on dépasse la limite de temps imparti on doit recommencer pour arriver au niveau suivant.

### Pouvoir
Il est possible d'utiliser différents pouvoirs au cours du jeu. Pour déclencher ces pouvoirs, il suffit de placer sa boule à travers le symbole correspondant.
La plupart des pouvoirs est à déclencher manuellement (en appuyant sur un bouton prédéfini à cet usage) à tout moment du jeu, à condition : de s'être préalablement placé travers la forme symbolisant ce pouvoir, qui elle-même se situe généralement proche d'un obstacle à franchir. Par ailleurs ces pouvoirs sont cumulables à condition de déclencher le premier à proximité de la forme symbolisant le deuxième que l'on déclenchera donc juste après (après avoir placé la boule à travers le symbole correspondant au premier). Même principe si l'on souhaite en utiliser un deux fois de suite. On se place sur la forme symbolisant le pouvoir, puis on s'écarte de cet emplacement et on attend quelques secondes (exactement 7 secondes) que cette forme réapparaisse, enfin on déclenche le premier en prenant soin de trouver la forme symbolisant le second sur sa trajectoire, il n'y a plus qu'à déclencher ce second pouvoir alors que l'action du premier ne s'est pas totalement dissipée pour que les deux forces se cumulent.
- Super saut : Cela permet se sauter plus haut. Effet accentué par un saut basique.
- Accélérateur : Cela permet d'aller plus vite. Effet accentué par un saut basique.
- Rebondissement : Cela permet de rebondir plus haut, ce qui permet de franchir des obstacles.
- Hélicoptère : Cela permet de franchir de larges vides, voire de s'envoler.
- Amortisseur : Cela permet d'amortir le choc à l'atterrissage lorsque l'on doit sauter dans le vide (sur une autre plateforme). Cela évite de sortir du plateau de jeu sous l'effet du choc, surtout si la zone d'atterrissage est petite.

Il existe aussi des pouvoirs se déclenchant automatiquement (sans appuyer sur aucun bouton prédéfini) après avoir placé la balle à travers le symbole correspondant. Certains sont utilisables à l'infini, d'autres qu'une seule et unique fois.
- Sablier : Cela permet d'arrêter le chronomètre pendant quelques secondes (laps de durée variable). Effet automatique non renouvelable.
- Gravitation   : permet de changer la direction de la gravité de la bille par rapport au sol où il évolue (qui devient alors soit le toit, soit un mur à gauche ou à droite selon la direction de la flèche accompagnant le symbole). Effet automatique renouvelable.

### Obstacles
S'il n'existe pas de réels ennemis, il existe tout de même, de nombreux objets qui sont là pour entraver la progression de joueurs :
- des mines
- de l'huile
- de la boue
- des tornades
- des gros ventilateurs
- des bumpers
- des trappes
- des trous tout simples dans le plateau de jeu

## Marble Blast Gold
Marble Blast Gold est une version mise à jour de Marble Blast avec 28 nouveaux niveaux et l'introduction de "gold times", des temps record, que les joueurs doivent battre. Elle est sortie le 9 mai 2003 sous licence Free to try. La dernière version pour Mac OS X est la version 1.3.110 (4 novembre 2008).